# Partit Nacional Socialista Suec
El Partit Nacional Socialista Suec (en suec: Svenska nationalsocialistiska partiet, SNSP) va ser un partit feixista de Suècia liderat per Birger Furugård.

## Història
El partit va ser fundat l'1 d'octubre de 1930 mitjançant la fusió del Partit Nacional Socialista Popular de Suècia i la Nova Lliga Popular Sueca. La Nova Lliga Nacional Sueca (Nysvenska nationella förbundet) va ser el nom del partit unificat. L'1 de novembre de 1930 es va adoptar un nou programa del partit i el nom SNSP va ser adoptat el 1931. Furugård va intentar organitzar reunions amb Adolf Hitler i Joseph Goebbels com a oradors convidats el març de 1931. Els plans, però, van ser frustrats, ja que el cap de policia d'Estocolm, Eric Hallgren, es va negar a emetre un permís per a les reunions per por de disturbis.
L'SNSP va celebrar el seu primer congrés del partit a Göteborg del 4 al 6 d'abril de 1931. Al voltant d'un centenar de persones van participar en les deliberacions, inclòs un representant de l'NSDAP. Durant el mateix es van discutir qüestions sobre publicacions del partit, les SA i la propaganda. El partit havia volgut organitzar una marxa armada de les SA per la ciutat, però les autoritats locals es van negar a donar el seu permís. En canvi, es va celebrar una reunió de propaganda a l'interior en relació amb el congrés del partit, amb Lindholm com a ponent principal.
Un any més tard, el partit va participar de les eleccions parlamentàries de 1932, obtenint 15.188 vots, entorn del 0.6%, insuficient per aconseguir cap representant. Com a conseqüència de la manca d'èxits i les divisions internes, al 1933 es produeix una important crisi interna. De fet, el conflicte entre el líder Furugård i el segon Sven Olov Lindholm, s'havia estès a foc lent des del 1932. Aquest va sorgir d'una disputa entre Lindholm, que tenia un enfocament una mica més esquerranista, i la branca del partit de Göteborg, en mans dels elements més conservadors. Furugård va romandre a prop de la branca de Göteborg i, fins a cert punt, va arribar a dependre'n econòmicament. Gradualment, la tensió va créixer entre Furugård i Lindholm. El 13 de gener de 1933, Furugård va expulsar Lindholm i els seus seguidors del partit, després d'una reunió caòtica del Gran Consell. En resposta, Lindholm va crear un partit propi, el Partit Obrer Nacional-Socialista (NSAP) el 14 de gener de 1933. A més, Lindholm va enviar una declaració a les branques del partit acusant Furugård de corrupció. El líder de les SA, Hedengren, es va posar del costat de Lindholm. Molts membres més joves del partit també es van unir al partit de Lindholm.
Després de l'escissió, l'SNSP va rebre el sobrenom habitual de Furugårdspartiet ('El Partit Furugård') o Furugårdarna per distingir-lo de Lindholmarna. Enmig de la divisió, va sorgir confusió entre moltes branques locals, que no estaven segures de quin partit continuarien afiliades. Algunes van decidir mantenir-se independents dels dos principals contendents. La situació va ser particularment caòtica a Skåne, on diverses branques del partit es van reagrupar com un grup propi, la Unitat Nacional Socialista Sueca.
Després de la divisió, l'SNSP i l'NSAP van competir entre si per obtenir el suport i el reconeixement tant de l'electorat suec com dels seus homòlegs alemanys. Finalment, l'NSAP consolidaria la seva posició com el moviment nacionalsocialista més gran de Suècia. El setembre de 1933, Furugård va visitar Alemanya, en un moviment per assegurar-se el suport alemany continu al seu partit. Durant aquest viatge, va mantenir la seva última reunió amb Hitler. Tanmateix, la sol·licitud de Furugård d'una donació de 20.000 Reichsmark a l'SNSP va ser rebutjada pels alemanys.
L'octubre de 1933, l'SNSP va patir una altra escissió quan Furugård i l'Estat Major del Partit es van enfrontar. Tots dos es van declarar expulsats del partit. Furugård va dirigir una expedició de quadres del partit des de Karlstad fins a Göteborg per confiscar propietats de la seu del partit. Després va tornar a Karlstad per establir-hi la seva nova seu. L'Estat Major del Partit es va reagrupar com el Partit Nacional Socialista Unificat de Suècia.
Posteriorment, el partit es va presentar de nou a les eleccions legislatives al 1936, aconseguint encara menys suport popular, amb només 3.000 vots, sent superats per l'antiga escissió del Partit Obrer Nacional-Socialista. Com a conseqüència, el partit es dissoldria poc després. Furugård va demanar als seus seguidors que unissin forces amb Lindholm. Furugård es va retirar efectivament de la vida política.

## Resultats electorals
| Any  | Líder           | Vots   | %   | Pos. | Escons  | +/- |
| ---- | --------------- | ------ | --- | ---- | ------- | --- |
| 1932 | Birger Furugård | 15,170 | 0.6 | 8è   | 0 / 349 | Nou |
| 1936 | Birger Furugård | 3,025  | 0.1 | 9è   | 0 / 349 | =   |